# Fafe
Fafe es una ciudad portuguesa del distrito de Braga, región estadística del Norte (NUTS II) y comunidad intermunicipal del Ave (NUTS III), con cerca de 15 300 habitantes.
Es sede de un municipio con 218,87 km² de área y 48 506 habitantes (2021), subdividido en 25 freguesias. El municipio limita al norte con los municipios de Póvoa de Lanhoso y Vieira do Minho, al este con Cabeceiras de Basto y Celorico de Basto, al sur con Felgueiras y al oeste con Guimarães. Está bañado por el Río Vizela.
Hasta 1840 el municipio tenía la designación de Montelongo o Monte Longo.

## Demografía
| Gráfica de evolución demográfica de Fafe entre 1864 y 2021 |
|                                                            |
| Datos según el nomenclátor publicado por el INE portugués. |

## Freguesias
Las freguesias de Fafe son las siguientes:
- Aboim, Felgueiras, Gontim e Pedraído
- Agrela e Serafão
- Antime e Silvares (São Clemente)
- Ardegão, Arnozela e Seidões
- Armil
- Cepães e Fareja
- Estorãos
- Fafe
- Fornelos
- Freitas e Vila Cova
- Golães
- Medelo
- Monte e Queimadela
- Moreira do Rei e Várzea Cova
- Paços
- Quinchães
- Regadas
- Revelhe
- Ribeiros
- Santa Cristina de Arões
- São Gens
- São Martinho de Silvares
- São Romão de Arões
- Travassós
- Vinhós